# André Schürrle
André Horst Schürrle (* 6. November 1990 in Ludwigshafen am Rhein) ist ein ehemaliger deutscher Fußballspieler. Er war Offensivspieler und wurde vor allem als Linksaußen eingesetzt. Er spielte aber auch auf der Position des Mittelstürmers und der rechten Außenbahn. Als Stärken galten – neben seiner Schnelligkeit – seine Technik und Schussgewalt.
Mit der DFB-Elf nahm er an den Europameisterschaften 2012 und 2016 sowie der Weltmeisterschaft 2014 teil. Bei dem WM-Turnier 2014 wurde er in sechs Spielen eingewechselt und erzielte drei Tore. Im  Endspiel gegen Argentinien gab er die Vorlage zum 1:0-Siegtreffer von Mario Götze und wurde mit der deutschen Nationalmannschaft Weltmeister.
Er beendete im Juli 2020 seine Karriere im Alter von 29 Jahren.

## Herkunft und Ausbildung
André Schürrle wuchs in seiner Geburtsstadt Ludwigshafen am Rhein im Stadtteil Gartenstadt gemeinsam mit seiner Schwester Sabrina auf, die in ihrer Jugend bei deutschen Leichtathletik-Meisterschaften antrat. Er besuchte das Carl-Bosch-Gymnasium in Ludwigshafen und beendete die Schule nach der zwölften Klasse mit dem Fachabitur.

## Vereinskarriere

### Anfänge und Durchbruch in der Bundesliga
Schürrle begann 1995 mit fünf Jahren bei den Bambini des Ludwigshafener SC mit dem Fußballspielen.
Er wechselte 2006 in das Nachwuchsleistungszentrum des Bundesligisten 1. FSV Mainz 05. Mit dessen von Thomas Tuchel trainierter A-Jugend-Mannschaft wurde er 2009 Deutscher Meister. Von 2009 bis 2011 gehörte er der ersten Mannschaft von Mainz 05 an. Am 19. September 2009 wurde Schürrle mit seinen ersten beiden Toren für die erste Mannschaft zum bis dahin jüngsten Bundesligatorschützen des 1. FSV Mainz 05. In der Saison 2010/11 war er mit 15 Treffern bester Torschütze seiner Mannschaft.

### Über Bayer 04 Leverkusen zum FC Chelsea
Schürrle wechselte zur Saison 2011/12 zum Ligakonkurrenten Bayer 04 Leverkusen. Er unterschrieb einen bis zum 30. Juni 2016 laufenden Vertrag.

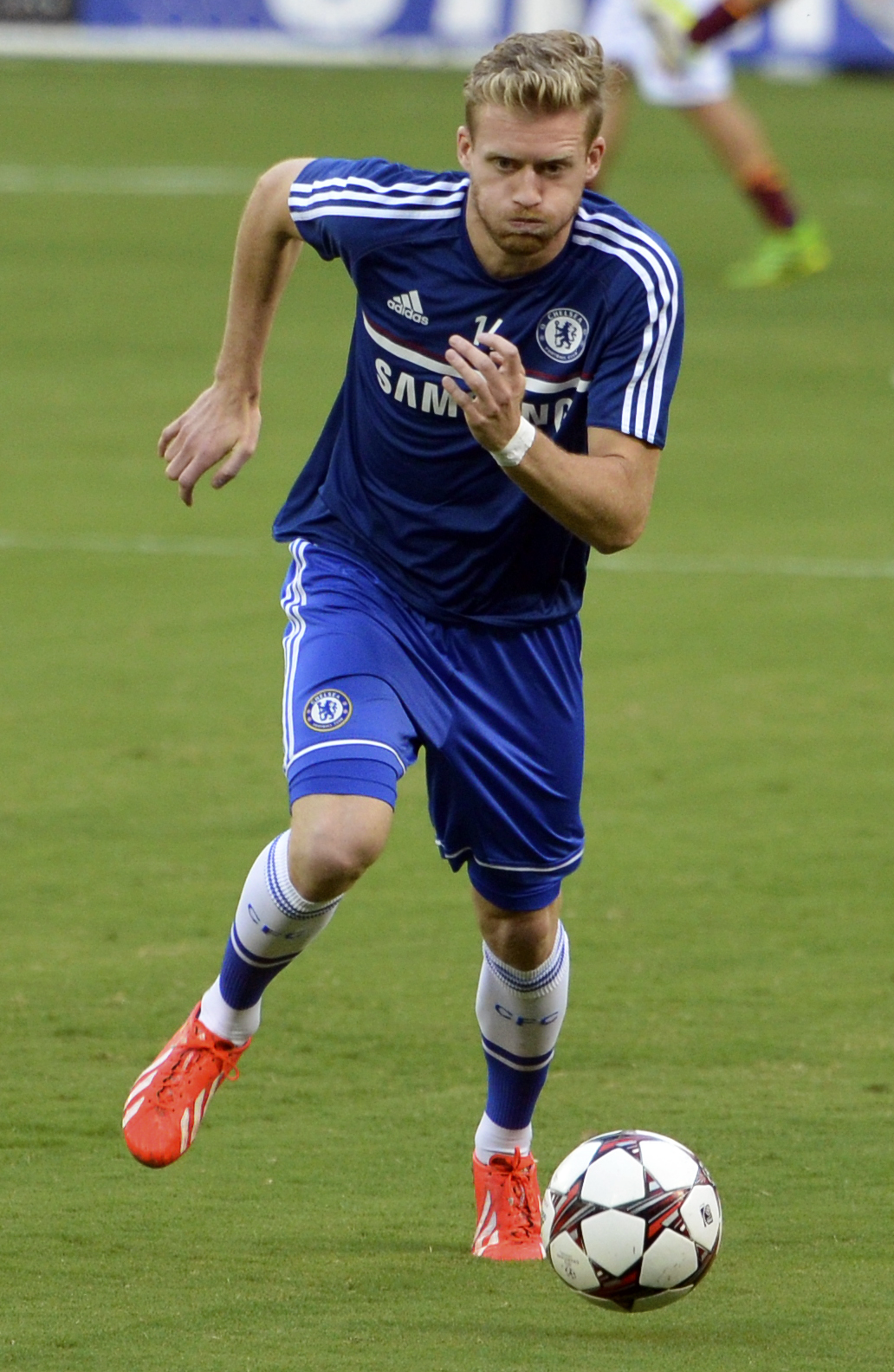
André Schürrle im Trikot des FC Chelsea während einer Aufwärmphase im August 2013

Zur Saison 2013/14 wechselte Schürrle in die englische Premier League zum FC Chelsea. Er unterschrieb einen  bis zum 30. Juni 2018 laufenden Vertrag. Am ersten Spieltag der Premier League spielte er erstmals für Chelsea, als er gegen Hull City eingewechselt wurde. Am Ende der Saison standen für Schürrle im Ligabetrieb bei 30 Einsätzen acht Tore zu Buche. In der Champions League, aus der der FC Chelsea im Halbfinale gegen Atlético Madrid ausschied, kam Schürrle zu zehn Einsätzen. In der Saison 2014/15 rückte er nach und nach ins zweite Glied und kam bis Ende Januar 2015 auf lediglich 14 Liga-Einsätze, in denen ihm drei Tore gelangen. In der UEFA Champions League kam er zu vier Einsätzen, in denen er einen Treffer erzielte.

### Rückkehr in die Bundesliga
Anfang Februar 2015 kehrte Schürrle in die Bundesliga zurück und unterschrieb beim VfL Wolfsburg einen bis 2019 laufenden Vertrag. Mit der Mannschaft gewann er im Finale gegen Borussia Dortmund am 30. Mai 2015 den DFB-Pokal und damit seinen ersten Vereinstitel. Am Saisonende gewann der FC Chelsea die englische Meisterschaft, wofür auch Schürrle mit einer Medaille ausgezeichnet wurde. Trainer José Mourinho lud ihn zur Meisterfeier am 25. Mai ein, Schürrle sagte jedoch wegen seiner Teilnahme am Pokalfinale ab.
Zur Saison 2016/17 wechselte Schürrle zu Borussia Dortmund. Er erhielt einen bis zum 30. Juni 2021 datierten Vertrag und wurde von Trainer Thomas Tuchel, mit dem er bereits beim 1. FSV Mainz 05 zusammengearbeitet hatte, trainiert. Mit seinem Tor zum 2:2-Endstand im Champions-League-Gruppenspiel gegen Real Madrid am 27. September 2016 ist er der erste deutsche Spieler, der für vier verschiedene Vereine in der Champions League ein Tor erzielt hat. Am 21. Januar 2017 erzielte Schürrle beim 2:1-Auswärtssieg gegen Werder Bremen mit dem Treffer zum 1:0 sein erstes Bundesligator für den BVB.

### Über London nach Moskau und Karriereende
Zur Saison 2018/19 wechselte Schürrle für zwei Jahre auf Leihbasis zum Premier-League-Aufsteiger FC Fulham. Für die Londoner absolvierte der Offensivspieler 24 Liga- und ein Ligapokalspiel, konnte sich jedoch zu keinem Zeitpunkt einen Stammplatz erkämpfen. Der Leihvertrag galt nur für die Premier League und endete nach dem seit Anfang April 2019 rechnerisch feststehenden Abstieg des FC Fulham zum Ende der Saison 2018/19.
Zum Vorbereitungsbeginn von Borussia Dortmund Anfang Juli 2019 wurde Schürrle freigestellt und wechselte Ende des Monats für die Saison 2019/20 auf Leihbasis zum russischen Erstligisten Spartak Moskau. Mitte April 2020 gab Spartak innerhalb der aufgrund der globalen COVID-19-Pandemie angeordneten Saisonpause an, die im Leihvertrag enthaltene Kaufoption nicht zu nutzen. Schürrle verließ Spartak mit seinem Vertragsende am 30. Juni 2020 und war bis dahin in 13 Ligaspielen (9-mal von Beginn) zum Einsatz gekommen, in denen er ein Tor erzielt hatte. Da das Saisonende aufgrund der Saisonpause auf Ende Juli verschoben wurde, spielte er die Saison nicht zu Ende. Anschließend einigte er sich mit Borussia Dortmund auf eine Auflösung seines noch bis 30. Juni 2021 laufenden Vertrags und beendete im Alter von 29 Jahren seine Karriere. Sein frühes Karriereende begründete Schürrle u. a. mit dem Druck, der in der Fußballbranche herrsche.

## Nationalmannschaft

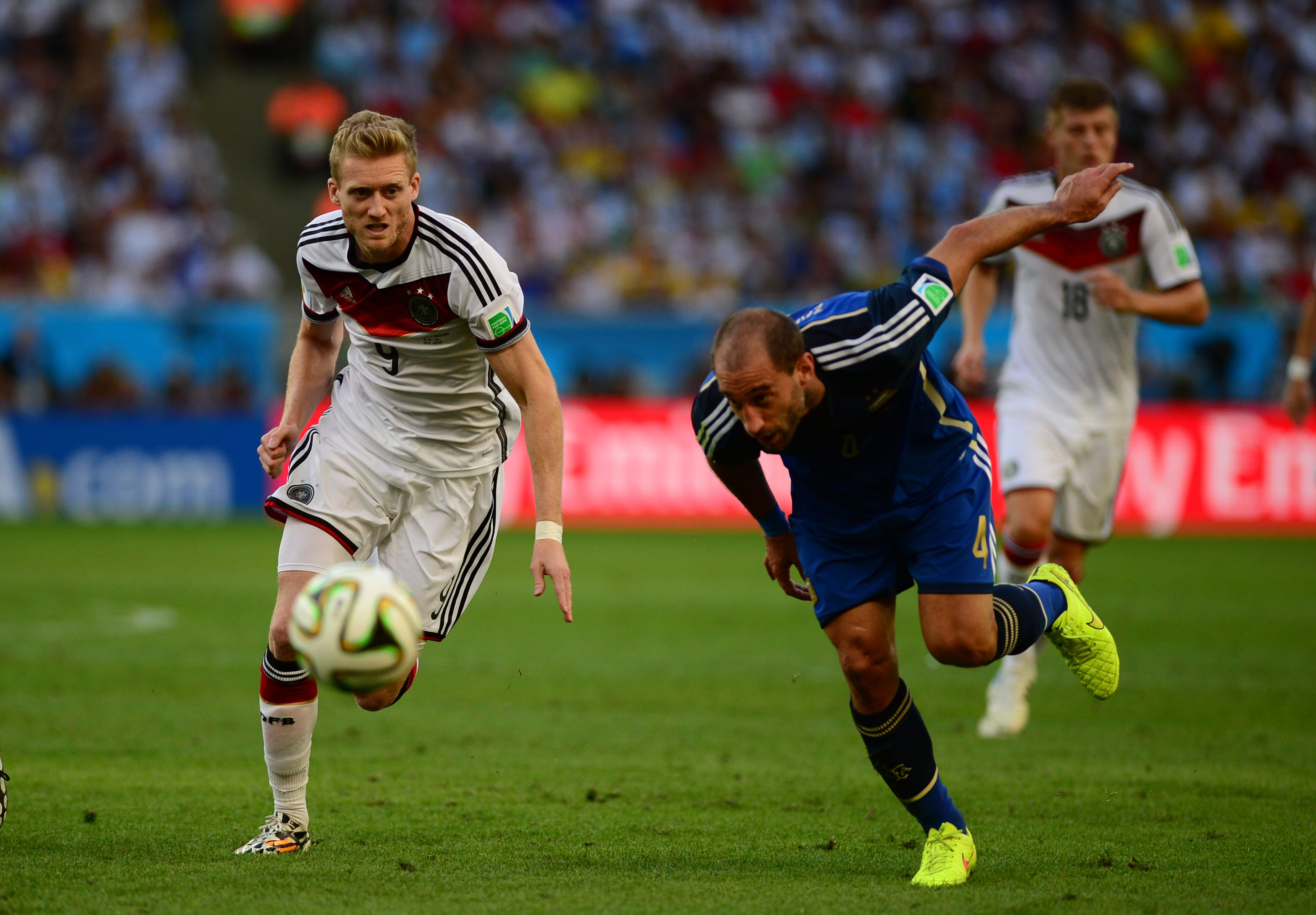
André Schürrle (links) im WM-Finale 2014

Sein erstes Länderspiel für die U-21-Nationalmannschaft absolvierte Schürrle am 13. November 2009 gegen Nordirland.
Seinen ersten A-Länderspieleinsatz hatte er am 17. November 2010 gegen Schweden. Er stand im Kader der DFB-Elf zur Fußball-Europameisterschaft 2012 und kam im letzten Gruppenspiel gegen Dänemark als Einwechselspieler zum Einsatz, im Viertelfinalspiel gegen Griechenland stand er in der Anfangself.
Beim 5:3-Auswärtssieg im WM-Qualifikationsspiel gegen Schweden Mitte Oktober 2013 erzielte er innerhalb von 19 Minuten drei Tore. Das letzte der drei Tore zum Endstand wurde von den Zuschauern der Sportschau zum Tor des Monats Oktober gewählt.
Bei der Weltmeisterschaft 2014 erzielte er im Achtelfinalspiel gegen Algerien, nachdem er zur Halbzeit eingewechselt worden war, in der Verlängerung mit der Hacke das 1:0, das zum Tor des Monats Juni gewählt wurde. Deutschland siegte am Ende mit 2:1. Im Halbfinale gegen Brasilien, in dem er in der 58. Minute eingewechselt wurde, erzielte er zwei Tore. Mit seinen drei Joker-Toren löste er Rudi Völler, der bei der WM 1986 zwei Tore nach Einwechslungen erzielt hatte, als erfolgreichsten Einwechselspieler ab. Im WM-Finale 2014 lieferte er in der 113. Minute die Torvorlage zum 1:0-Siegtreffer durch Mario Götze und trug damit maßgeblich zum Gewinn des Weltmeistertitels bei.
Bei der Europameisterschaft 2016 wurde er als Ergänzungsspieler auf der linken Außenseite in allen drei Vorrundenspielen eingewechselt. In den K.-o.-Spielen bis zum Ausscheiden im Halbfinale kam er nicht mehr zum Einsatz. Sein 57. und letztes Spiel war ein WM-Qualifikationsspiel gegen Aserbaidschan im März 2017. Für die Weltmeisterschaft 2018 in Russland wurde Schürrle von Bundestrainer Jogi Löw nicht nominiert.
Schürrle erzielte in zwei Länderspielen jeweils einen Hattrick: am 15. Oktober 2013 im WM-Qualifikationsspiel gegen Schweden und im EM-Qualifikationsspiel am 13. Juni 2015 gegen Gibraltar.

## Titel und Auszeichnungen

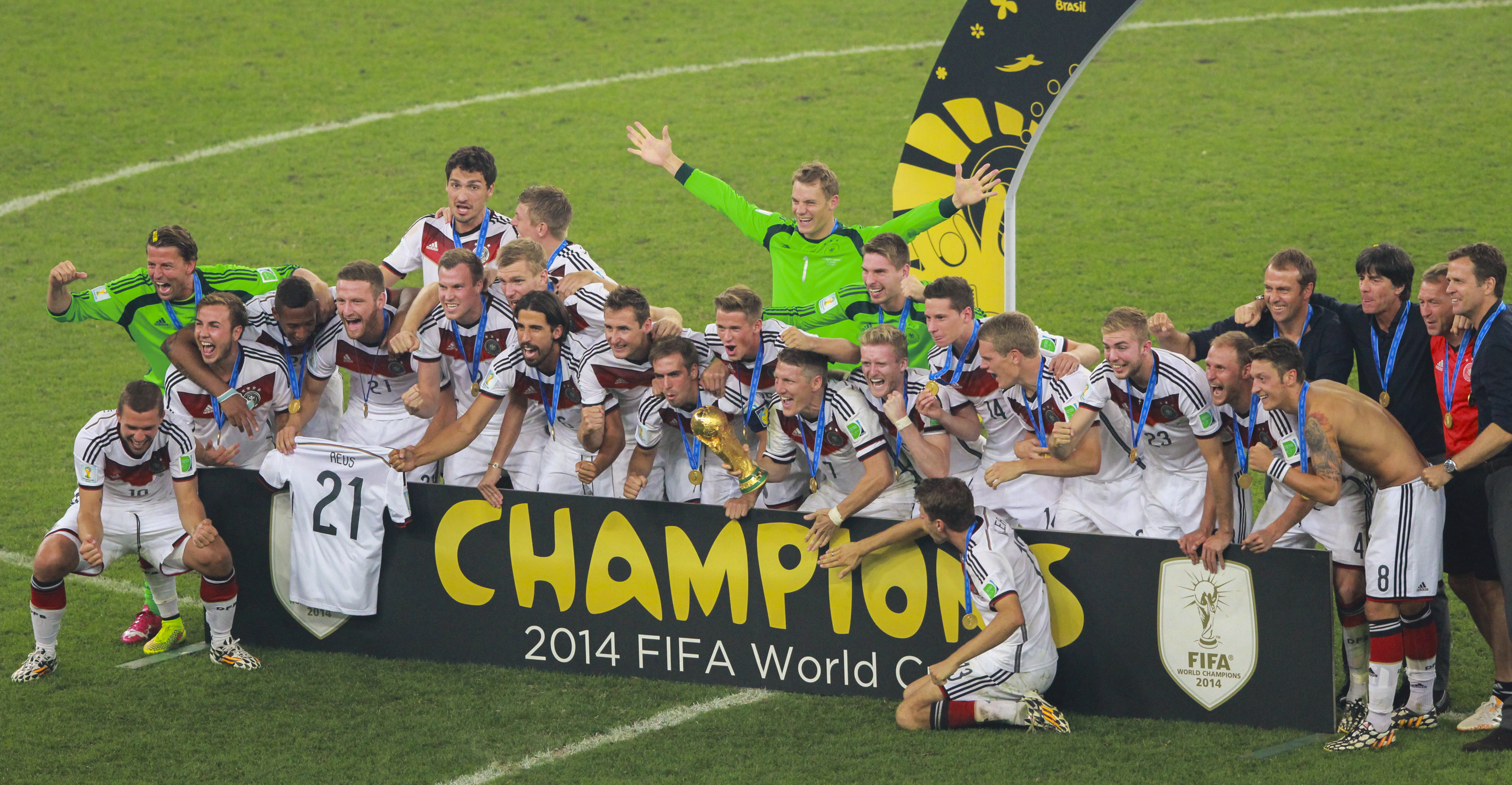
Schürrle (rechts neben Pokalträger) und die deutsche Nationalmannschaft nach dem Gewinn des WM-Titels

### Nationalmannschaft
- Weltmeister: 2014

### Vereine
Deutschland
- Pokalsieger (2): 2015 (VfL Wolfsburg), 2017 (Borussia Dortmund)
- Supercupsieger: 2015 (VfL Wolfsburg)
- A-Junioren-Meister: 2009 (1. FSV Mainz 05)

England
- Meister: 2015 (FC Chelsea)[35]
- Ligapokalsieger: 2015 (FC Chelsea)

### Auszeichnungen
- Fritz-Walter-Medaille in Bronze 2009
- Publikumspreis „Deutscher Fußball Botschafter 2014“[36]
- Tor des Monats: Oktober 2013,[37] Juni 2014[38]
- Silbernes Lorbeerblatt: 2014

## Karrierestatistik Verein
| Verein                      | Liga                        | Saison                      | Liga   | Liga | Nat. Pokal | Nat. Pokal | Europapokal | Europapokal | Andere | Andere | Gesamt | Gesamt |
| Verein                      | Liga                        | Saison                      | Spiele | Tore | Spiele     | Tore       | Spiele      | Tore        | Spiele | Tore   | Spiele | Tore   |
| --------------------------- | --------------------------- | --------------------------- | ------ | ---- | ---------- | ---------- | ----------- | ----------- | ------ | ------ | ------ | ------ |
| 1. FSV Mainz 05             | Bundesliga                  | 2009/10                     | 33     | 5    | 1          | 0          | -           | -           | -      | -      | 34     | 5      |
| 1. FSV Mainz 05             | Bundesliga                  | 2010/11                     | 33     | 15   | 1          | 0          | -           | -           | -      | -      | 34     | 15     |
| Gesamt                      | Gesamt                      | Gesamt                      | 66     | 20   | 2          | 0          | -           | -           | -      | -      | 68     | 20     |
| Bayer 04 Leverkusen         | Bundesliga                  | 2011/12                     | 31     | 7    | 1          | 1          | 8           | 1           | -      | -      | 40     | 9      |
| Bayer 04 Leverkusen         | Bundesliga                  | 2012/13                     | 34     | 11   | 3          | 1          | 6           | 2           | -      | -      | 43     | 14     |
| Gesamt                      | Gesamt                      | Gesamt                      | 65     | 18   | 4          | 2          | 14          | 3           | -      | -      | 83     | 23     |
| FC Chelsea                  | Premier League              | 2013/14                     | 30     | 8    | 1          | 0          | 10          | 1           | 2      | 0      | 43     | 9      |
| FC Chelsea                  | Premier League              | 2014/15                     | 14     | 3    | 1          | 0          | 4           | 1           | 3      | 1      | 22     | 5      |
| Gesamt                      | Gesamt                      | Gesamt                      | 44     | 11   | 2          | 0          | 14          | 2           | 5      | 1      | 65     | 14     |
| VfL Wolfsburg               | Bundesliga                  | 2014/15                     | 14     | 1    | 4          | 0          | 4           | 0           | -      | -      | 22     | 1      |
| VfL Wolfsburg               | Bundesliga                  | 2015/16                     | 29     | 9    | 1          | 1          | 10          | 2           | 1      | 0      | 41     | 12     |
| Gesamt                      | Gesamt                      | Gesamt                      | 43     | 10   | 5          | 1          | 14          | 2           | 1      | 0      | 63     | 13     |
| Borussia Dortmund           | Bundesliga                  | 2016/17                     | 15     | 2    | 3          | 2          | 6           | 1           | 1      | 0      | 25     | 5      |
| Borussia Dortmund           | Bundesliga                  | 2017/18                     | 18     | 1    | 3          | 0          | 5           | 2           | 0      | 0      | 26     | 3      |
| Gesamt                      | Gesamt                      | Gesamt                      | 33     | 3    | 6          | 2          | 11          | 3           | 0      | 0      | 62     | 10     |
| FC Fulham                   | Premier League              | 2018/19                     | 24     | 6    | 1          | 0          | 0           | 0           | 0      | 0      | 25     | 6      |
| Gesamt                      | Gesamt                      | Gesamt                      | 24     | 6    | 1          | 0          | 0           | 0           | 0      | 0      | 25     | 6      |
| Spartak Moskau              | Premjer-Liga                | 2019/20                     | 13     | 1    | 1          | 0          | 0           | 0           | 4      | 1      | 18     | 2      |
| Gesamt                      | Gesamt                      | Gesamt                      | 13     | 1    | 1          | 0          | 0           | 0           | 4      | 1      | 18     | 2      |
| Vereinskarriere Gesamt      | Vereinskarriere Gesamt      | Vereinskarriere Gesamt      | 288    | 69   | 21         | 5          | 53          | 10          | 11     | 2      | 373    | 86     |
| Deutsche Nationalmannschaft | Deutsche Nationalmannschaft | Deutsche Nationalmannschaft | -      | -    | -          | -          | -           | -           | 57     | 22     | 57     | 22     |
| Karriere Gesamt             | Karriere Gesamt             | Karriere Gesamt             | 288    | 69   | 21         | 5          | 53          | 10          | 68     | 24     | 430    | 108    |

Stand: Karriereende 

## Privates
Schürrle ist seit 2018 verheiratet. 2019 wurde das Paar Eltern einer Tochter. 2021 kam ihr gemeinsamer Sohn zur Welt.
Mit Mario Götze gehörte Schürrle zu einer Gruppe von Investoren für das Cannabis-Start-up „Sanity Group“.